# Vez
Vez é uma francesa na região administrativa de Altos da França, no departamento de Oise. Estende-se por uma área de 10,88 km². {{Pop comuna
1. ↑  «Populations légales 2018. Recensement de la population Régions, départements, arrondissements, cantons et communes». www.insee.fr (em francês). INSEE. 28 de dezembro de 2020. Consultado em 13 de abril de 2021